# Acri
Acri é uma comuna italiana da região da Calábria, província de Cosenza, com cerca de 22.988 habitantes. Estende-se por uma área de 198 km², tendo uma densidade populacional de 110 hab/km². Faz fronteira com Bisignano, Celico, Corigliano Calabro, Longobucco, Luzzi, Rose, San Cosmo Albanese, San Demetrio Corone, San Giorgio Albanese, Santa Sofia d'Epiro, Vaccarizzo Albanese.

## Demografia
| Variação demográfica do município entre 1861 e 2011                               |
|                                                                                   |
| Fonte: Istituto Nazionale di Statistica (ISTAT) - Elaboração gráfica da Wikipedia |